# Skålahalvøya

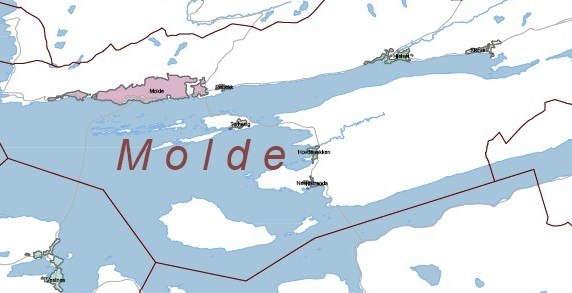
La péninsule de Skålahalvøya se situe toute à droite de l'image.

Skålahalvøya est une péninsule située au sud-ouest de Molde dans le comté de Møre og Romsdal, en Norvège. La majeure partie de la péninsule fait partie de la commune de Molde, l'autre partie appartenant à la commune voisine de Nesset.
Skålahalvøya est dominée par la plus haute montagne de la commune : Skåla (1128 m). Les localités sont Hovdenakken (308 habitants) et Nesjestranda (411 habitants). La péninsule qui n'avait qu'une liaison ferry pour Molde a, depuis 1991, une liaison par route via le pont de Bolsøya et le tunnel du Fannefjord : cette partie de la route nationale 64 est appelée Skålavegen. La péninsule de Skålahalvøya a aussi une liaison pour Åndalsnes par la route 64, via un passage en ferry entre Sølsnes et Åfarnes.